# تصريف برمجيات كيدي 4
كدي 4 هي سلسلة من سلاسل بيئة سطح المكتب كدي. صدرت الإصدارة الأولى (4.0.0) في 11 يناير 2008، وكان إصدار الإصدارة الأخيرة (4.1.0) في 28 يوليو 2008.
تحتوي السلسلة الجديدة على تحديثات للعديد من مكونات كدي الأساسية، ولا سيما منفذ بكيو تي 4. أيضا تحتوي واجهة برمجة تطبيقات جديدة للتعامل مع الوسائط المتعددة، تسمى فونون، وإطارا للعمل لدمج العتاد، تسمى سوليد، وطرازا جديدا لسطح المكتب ومجموعة أيقونات جديدة، تسمى أوكسجين، وأيضا تحتوي واجهة جديدة للمستخدم تدعى بلازما، تدعم هذه الواجهة الأدوات (برمجيات صغيرة على سطح المكتب). جاءت هذه الواجهة استبدالا لواجهة سوبركارمبا، تعد بلازما شبيهة بداشبورد الذي تقدمة أبل. ستسهل الوصلة مع كيو تي 4.0 دعم المنصات غير المتوافقة نظام النوفذة س، مثل مايكروسوفت ويندوز وماك أو إس إكس.

## معرض صور

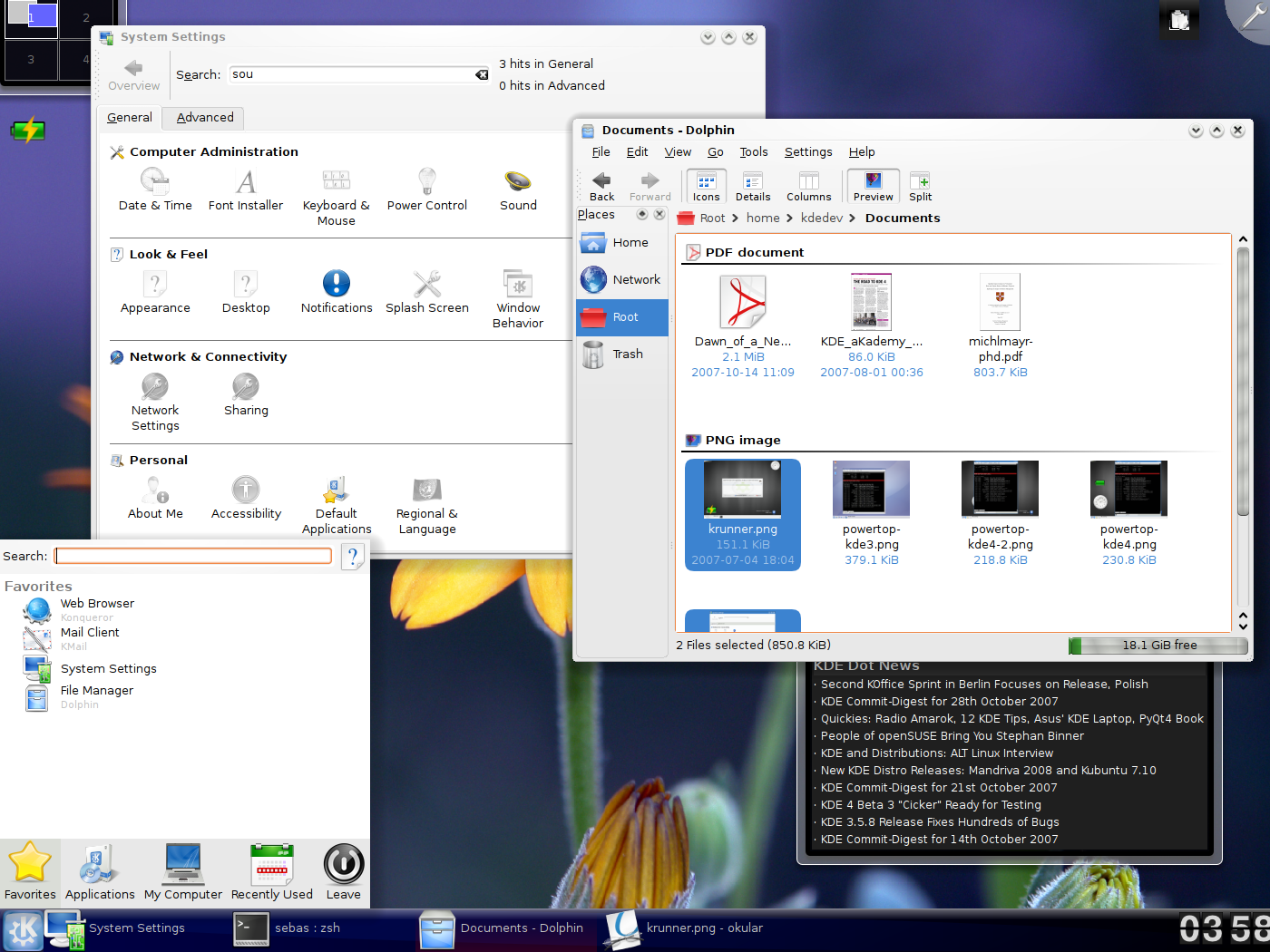
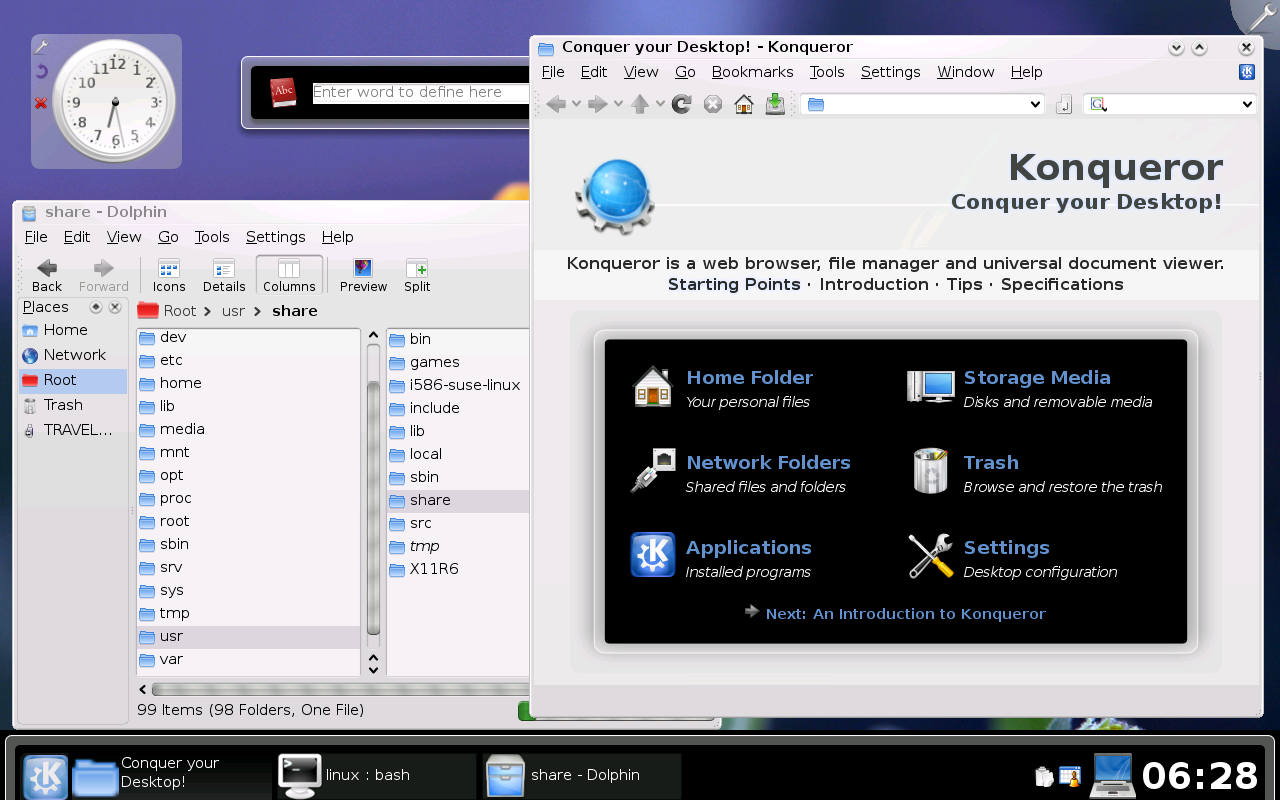
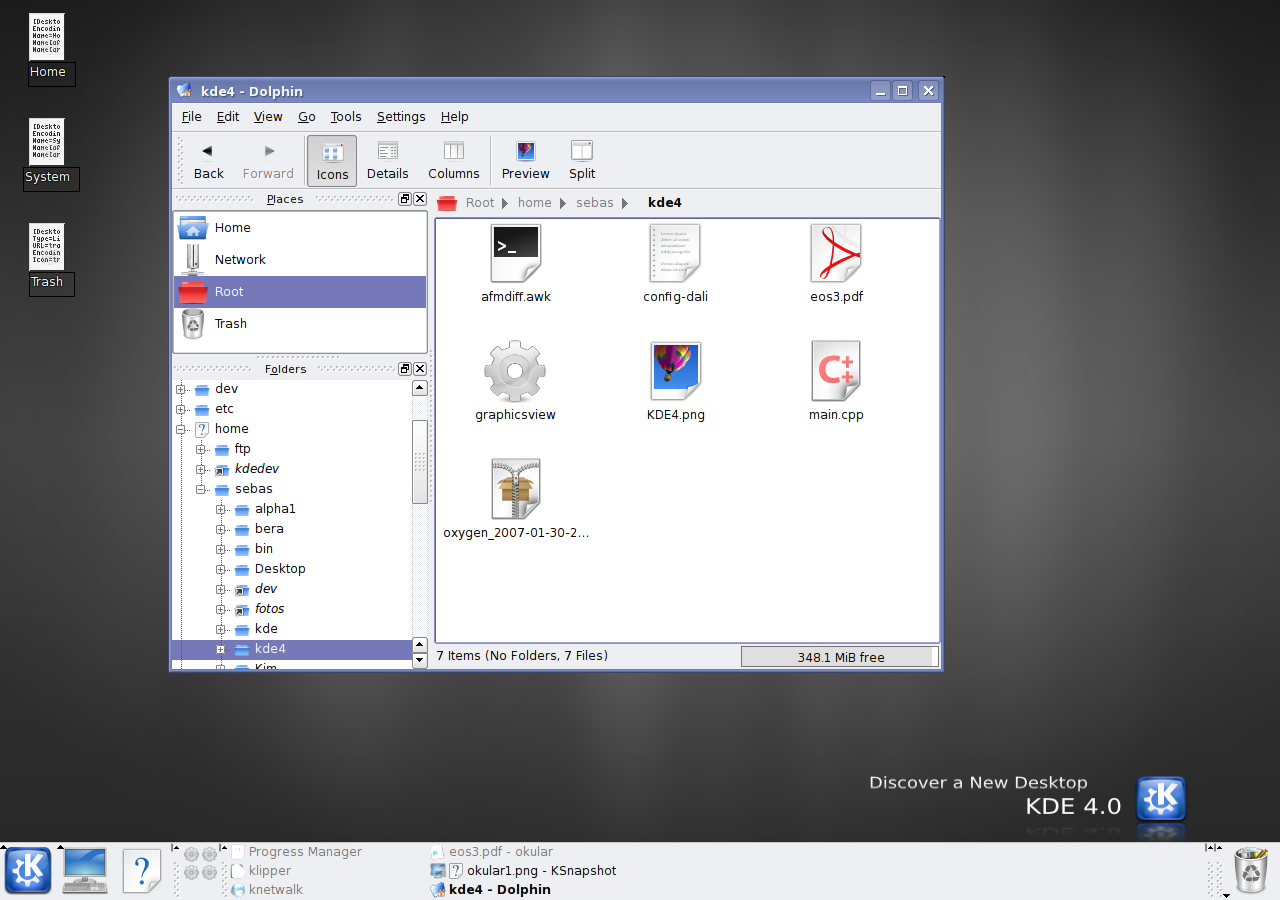
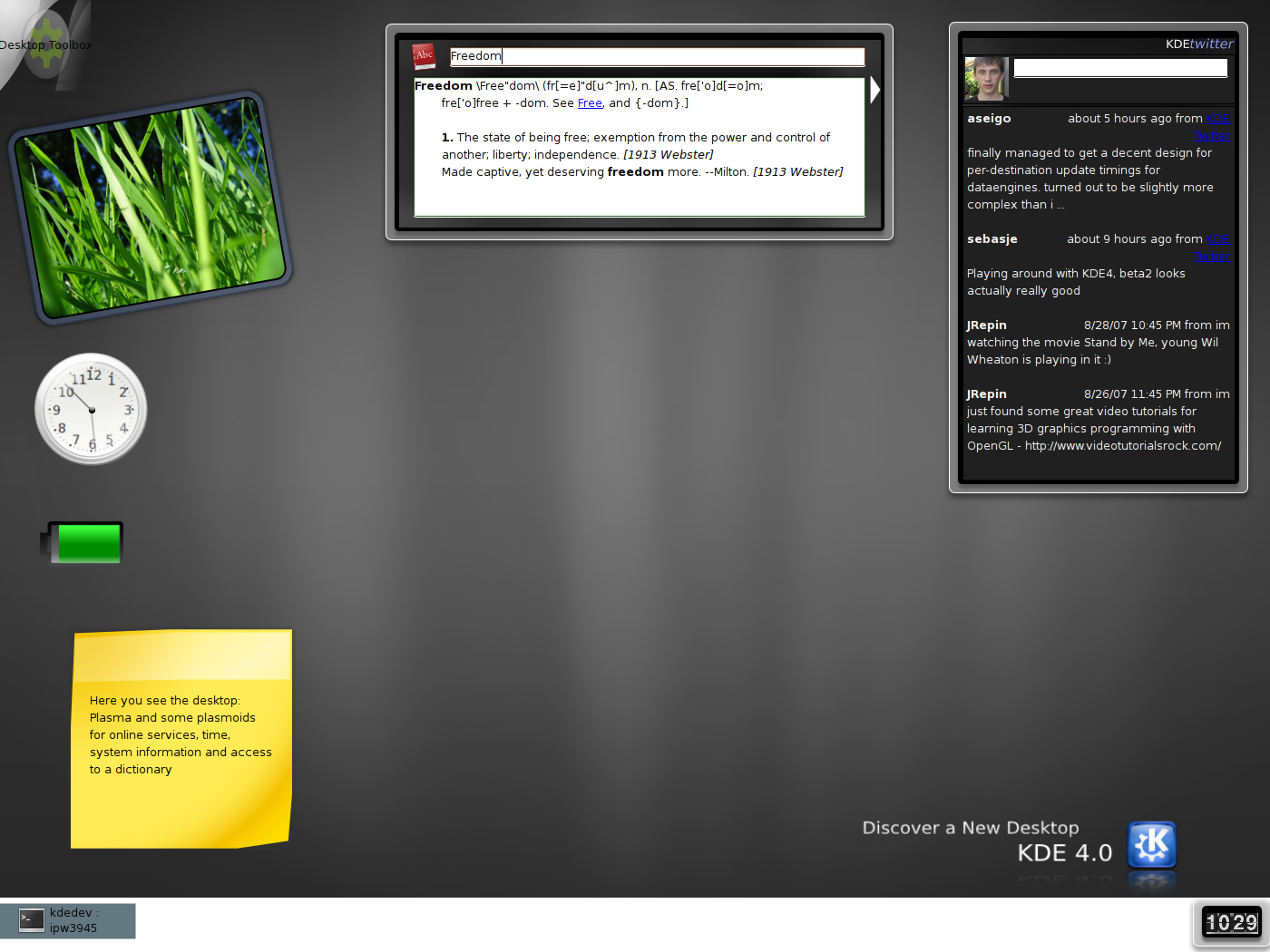
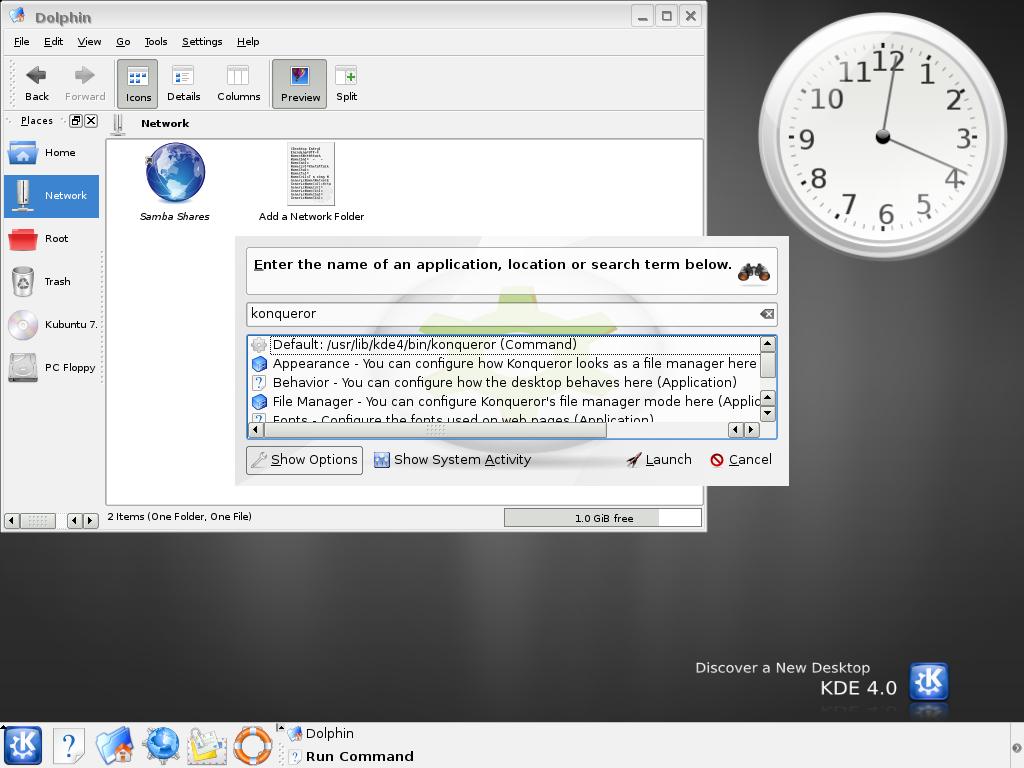

## جدول الإصدارات
| التاريخ                               | الحدث |
| 4.0                                   | 4.0 |
| ------------------------------------- | --- |
| 2 أبريل 2007                          | تجميد النظام الفرعي من الآن فصاعدا، لا نظام فرعي جديد أو تعديلات جوهرية لمكتبات كدي.                                       |
| 1 مايو 2007                           | تجميد واجهة برمجة تطبيقات مكتبة كدي مكتبة كدي "مجمدة بشكل سهل"، هذا يعني أن التعديلات يمكن أن تتم بعد موافقة مطوري النواة. |
| 11 مايو 2007                          | ألفا 1 |
| 1 يونيو 2007                          | الدالة جذع/كدي مجمدة حاليا الجذع مجمد من البرمجيات الجديدة.                                                                |
| 4 يوليو 2007                          | ألفا 2 تسميته الأولى بيتا 1، لكن تم تقرير أن يسمى ألفا نظرا لأن جودته أعلى من جودة إصدارات البيتا.                         |
| 24 يوليو 2007                         | تجميد واجهة برمجة تطبيقات مكتبة النواة                                                                                     |
| 2 أغسطس 2007                          | بيتا 1 |
| 6 سبتمبر 2007                         | بيتا 2 الجذع مجمد من التركيبات المستقبلية.                                                                                 |
| 18 أكتوبر 2007                        | بيتا 3 |
| 24 أكتوبر 2007                        | تجميد الإصدار كدي 4 المصدر والثنائي متوافقة حتى كدي 5، تجميد منصة قاسي وتجميد سطح مكتب سهل.                                |
| 30 أكتوبر 2007                        | بيتا 4 |
| 20 نوفمبر 2007                        | الإصدار المرشح 1 |
| 20 نوفمبر 2007                        | إصدار منصة تطوير كدي |
| 11 ديسمبر 2007                        | الإصدار المرشح 2 إصلاح العيوب الجدية فقط.                                                                                  |
| 11 يناير 2008                         | إصدار كدي 4.0 |
| 5 فبراير 2008                         | 4.0.1 إصدار صيانة. |
| 5 مارس 2008                           | 4.0.2 إصدار صيانة. |
| 2 أبريل 2008                          | 4.0.3 إصدار صيانة. |
| 7 مايو 2008                           | 4.0.4 إصدار صيانة. |
| 4 يونيو 2008                          | 4.0.5 إصدار صيانة. |
| 4.1                                   | |
| 20 أبريل 2008                         | تجميد الميزات السهل يجب إنهاء جميع الميزات، أو توضع في مستند الميزات المستقبلية.                                           |
| 29 أبريل 2008                         | ألفا 1 |
| 19 مايو 2008                          | تجميد الميزات القاسي الجذع مجمد حاليا من أي إضافة ميزات. من الآن فصاعدا إصلاح عيوب فقط.                                    |
| 27 مايو 2008                          | بيتا 1 |
| 24 يونيو 2008                         | بيتا 2 |
| 15 يوليو 2008                         | إصدار مرشح 1 |
| 29 يوليو 2008                         | إصدار كدي 4.1 |
| 4.2                                   | |
| 19 أكتوبر 2008                        | تجميد الميزات السهل يجب إنهاء جميع الميزات، أو توضع في مستند الميزات المستقبلية.                                           |
| 28 أكتوبر 2008                        | ألفا 1 |
| 17 نوفمبر 2008                        | تجميد الميزات القاسي الجذع مجمد حاليا من أي إضافة ميزات. من الآن فصاعدا إصلاح عيوب فقط.                                    |
| 25 نوفمبر 2008                        | بيتا 1 |
| 16 ديسمبر 2008                        | بيتا 2 |
| 13 يناير 2009                         | إصدار مرشح 1 |
| 27 يناير 2009                         | من المتوقع تاريخ إصدار كدي 4.2                                                                                             |
| كل تواريخ الإصدارات المستقبلية مؤقتة. | |